# Algimantas Rimkūnas
Algimantas Rimkūnas (Kaunas, 4 de janeiro de 1953) é um diplomata e político lituano.
De 1970 a 1975 estudou economia e matemática na Universidade de Vilnius (UV). De 1975 a 1992 seguiu a carreira académica de ensino e investigação na UV, tendo-se doutorado em Economia em 1981. De 1990 a 2000 desempenhou vários cargos no Ministério dos Negócios Estrangeiros da Lituânia, tendo chegado a vice-ministro. De 2007 a 2012 foi embaixador em Portugal. Desde 2013 é vice-ministro das Finanças.